# Sol Posto (filme concerto de Capitão Fausto)
Sol Posto é um filme concerto da banda Capitão Fausto, com realização de Ricardo Oliveira. A película foi gravada em Melides, ao longo de uma semana, e reúne versões inéditas, ao vivo, de canções da banda. O filme foi lançado em novembro de 2020, nos cinemas portugueses, estreando em mais de 70 salas. Foi um dos filmes mais vistos em Portugal nesse ano.
Em 2021, a banda sonora foi lançada nas plataformas digitais de streaming, como álbum da banda.